# سمریکوفکا
سمریکوفکا (انگلیسی: Semerikovka) یک شهرک در شهرستان دووانسکی در استان باشقیرستان کشور روسیه است.